# Ратвай
Ратвай (словац. Ratvaj) — село в Словаччині, Сабинівському окрузі Пряшівського краю.
Уперше згадується у 1374 році.
У селі є римо—католицький костел Різдва Діви Марії з 1857 року.

## Географія
Розташоване в північно-східній частині Словаччини на південно-східних схилах Чергівських гір. Протікає річка Дзіков.

## Населення
| Рік:            | 1994. | 2004.   | 2014.   | 2024.    |
| --------------- | ----- | ------- | ------- | -------- |
| Кількість осіб: | 131   | 143     | 141     | 163      |
| Різниця:        |       | +9,16 % | -1,39 % | +15,60 % |

| Рік:            | 2023. | 2024.   |
| --------------- | ----- | ------- |
| Кількість осіб: | 162   | 163     |
| Різниця:        |       | +0,61 % |

У селі проживає 145 осіб.
Національний склад населення (за даними останнього перепису населення — 2001 року):
- словаки — 100,0 %.

Склад населення за приналежністю до релігії станом на 2001 рік:
- римо-католики — 99,29 %,
- греко-католики — 0,71 %.